# Gospejna ulica (Maribor)

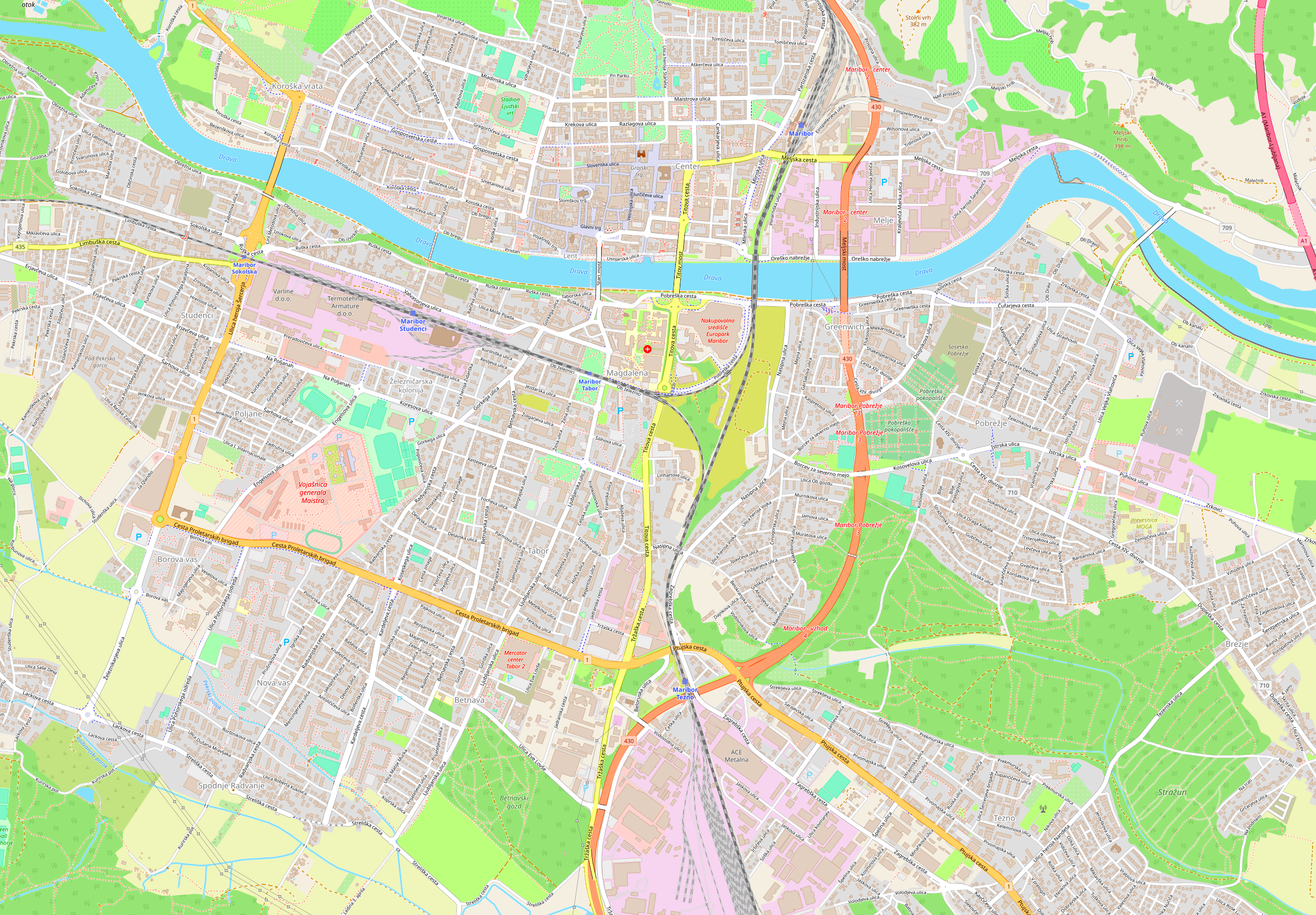

Gospejna ulica (Frauen-Gasse) ist der Name einer Straße in der Altstadt von Maribor, Slowenien. Sie ist benannt nach dem Frauenkloster, welches sich früher an dieser Stelle befand.

## Geschichte
Im 15. Jahrhundert taucht für diese Straße die Bezeichnung Im Winkchel auf, vermutlich weil sie parallel zum westlichen Teil der Stadtmauer in Richtung Nordwestecke der Stadt verlief.
In der zweiten Hälfte des 18. Jahrhunderts erhielt die Straße den Namen Frauen-Gasse, nach dem Nonnenkloster der Cölestinerinnen von 1760, das in dieser Straße stand.
Nach der Aufhebung des Klosters im Jahr 1824 wurde die Straße in Kreisamt-Gasse umbenannt.
Im Jahr 1839 erhielt die Straße erneut den Namen Frauen-Gasse, sie verband jedoch nur die heutigen Straßen Koroška cesta und Orožnova ulica. Im Jahr 1876 wurde die Straße zur heutigen Slovenska ulica verlängert. Bis zu diesem Jahr hieß der Abschnitt zwischen den heutigen Straßen Orožnova und Slovenska Deutsche Gasse, als Gegenstück zur damaligen Windisch-Gasse.
Von 1919 bis zur deutschen Besetzung 1941 und ab 1945 führte die Straße den heutigen Namen. Zwischen 1941 und 1945 hieß sie wieder Frauengasse.

## Lage
Die Straße beginnt an der Koroska cesta direkt östlich der Strossmayerjeva ulica und führt nach Norden bis zur Orožnova ulica. Von dort führt sie, leicht nach Westen versetzt, an der Universitätsbibliothek entlang weiter nach Norden bis zur Slovenska ulica.

## Abzweigende Straßen
Die Koroška cesta berührt folgende Straßen (von Süd nach Nord): Orožnova ulica und Miklošičeva ulica.

## Bauwerke und Sehenswürdigkeiten
- Kunstgalerie Maribor
- Universitätsbibliothek Maribor